# Der Bärenhäuter (Film)
Der Bärenhäuter ist ein DEFA-Märchenfilm aus dem Jahr 1986, bei dem Walter Beck Regie führte. Der in den DEFA-Studios der DDR entstandene Film ist eine Adaption des Grimm’schen Märchens Der Bärenhäuter.

## Handlung
Der Krieg ist zu Ende und der Soldat Christoffel hat keine Zukunftsperspektive und kein Geld. Er weiß nicht, was er machen soll und möchte sich erschießen; da begegnet ihm der Teufel. Dieser bietet ihm einen Pakt an: Seine Rocktasche wird immer voller Geld sein. Aber: er darf sich sieben Jahre lang nicht waschen, nicht die Haare und die Nägel schneiden und muss auf einem Bärenfell statt im Bett schlafen. Gelingt ihm nur eines dieser Dinge nicht, wird er für immer dem Teufel verschrieben sein. Christoffel, der als Soldat sich wochenlang nicht waschen konnte, sieht das als lösbare Aufgabe an und nimmt die Bedingung an.
Scheinbar den Sorgen der Zukunft entledigt, macht sich Christoffel auf den Weg. Aber schon nach kurzer Zeit wird er einsam. Auf einem Volksfest möchte kein Mädchen mit ihm tanzen, da er schmutzig und ungepflegt aussieht und offensichtlich auch stinkt. Im Regen versucht er sich den Dreck abzuspülen – ohne sichtbaren Erfolg. Überall wird er gemieden. Lediglich am Hof des Königs wird er für eine Weile mit Freundlichkeiten überhäuft, da er – als lausiger Kartenspieler – jede Menge Geld an König und Hofstaat verliert. Als sie seinen Gestank nicht mehr aushalten wollen, versuchen sie ihm sein Geld zu stehlen. Da man aber nur leere Taschen vorfindet, glaubt man, dass er alles ausgegeben hat und wirft ihn hinaus.
Schließlich und ganz verzweifelt sucht er eine Bleibe im Gefängnis. Dort versucht der Teufel – in der Gestalt eines Mitgefangenen – ihm zum Waschen zu überreden und lässt einen Badezuber herrichten. Doch Christoffel badet nicht, stattdessen bezahlt er die Schulden eines eingesperrten Goldschmieds. Dieser ist über alle Maßen dankbar und nimmt ihn – trotz allem Ekels – zu sich nach Hause. Die Katarina, jüngste Tochter des Goldschmieds, erkennt in Christoffel einen gütigen und freundlichen Menschen, dem Schlimmes widerfahren ist und verliebt sich in ihn. Christoffel weiß jedoch um seine Erscheinung und verlässt sie.
Nach sieben Jahren sitzt Christoffel am Feuer auf jenem Feld, wo er Jahre zuvor dem Teufel das erste Mal begegnete. Er gibt dem Teufel seinen Rock zurück. Außerdem erinnert er sich sehr genau an die Vertragsworte des Teufels und lässt sich von ihm persönlich schneiden, frisieren und reinwaschen.
Am Ende kehrt er als gepflegter Mann zu Katharina zurück.

## Erstausstrahlung
Der Bärenhäuter kam am 24. Januar 1986 in die Kinos der DDR. Im Fernsehen wurde er erstmals am 21. Dezember 1986 auf West 3 in der Bundesrepublik und am 29. Dezember 1989 auf DFF 2 in der DDR ausgestrahlt. 1997 erschien der Film auf Video. Er wurde außerdem von Icestorm Entertainment auf DVD veröffentlicht.

## Kritiken
„Einer der letzten Märchenfilme der DEFA von Regisseur Walter Beck, der sich dem Kinder- und Jugendfilmgenre verschrieben hatte und Märchen nur im Studio inszenierte, um die Künstlichkeit zu bewahren. „Bärenhäuter“ Christoffel durchlebt als Zottelwesen zahlreiche Versuchungen, denen er beinahe erliegt, und schafft es durch die Kraft der Liebe, Vertrauen und Geduld, die die Zeit meistern werden. Das umgekehrte Motiv – eine Frau hält dem Mann die Treue – findet sich in Becks ›Der Prinz hinter den sieben Meeren‹ (1982).“